# Die Grünen/Europäische Freie Allianz/10. Wahlperiode
Diese Seite führt die Mitglieder der Fraktion Die Grünen/Europäische Freie Allianz während der 10. Wahlperiode des Europäischen Parlaments 2024 bis 2029 auf.

## Vorstand

### Ko-Vorsitzende
(Quelle: )
- Terry Reintke
- Bas Eickhout

### Stellvertretende Vorsitzende
(Quelle: )
- Diana Riba (Vorsitzende EFA-Gruppe[2])
- Kira Marie Peter-Hansen  (Schatzmeisterin)
- Alice Bah Kuhnke
- Marie Toussaint
- Sergey Lagodinsky
- Ignazio Marino
- Virginijus Sinkevičius

## Mitglieder
| Land        | Partei/Bündnis                             | Partei/Bündnis | MdEP   | MdEP |
| Land        | national                                   | Europapartei   | Anzahl | Mitglieder |
| ----------- | ------------------------------------------ | -------------- | ------ | --- |
| Belgien     | Groen                                      | EGP            | 1/22   | Saraswati Matthieu |
| Belgien     | Ecolo                                      | EGP            | 1/22   | Saskia Bricmont |
| Dänemark    | Socialistisk Folkeparti (SF)               | EGP            | 3/15   | Rasmus Nordqvist, Kira Marie Peter-Hansen, Villy Søvndal |
| Deutschland | Bündnis 90/Die Grünen (Grüne)              | EGP            | 12/96  | Rasmus Andresen, Michael Bloss, Anna Cavazzini, Daniel Freund, Alexandra Geese, Martin Häusling, Sergey Lagodinsky, Katrin Langensiepen, Erik Marquardt, Hannah Neumann, Jutta Paulus, Terry Reintke |
| Deutschland | Volt Deutschland                           | Volt           | 3/96   | Damian Boeselager, Nela Riehl, Kai Tegethoff |
| Finnland    | Vihreät                                    | EGP            | 2/15   | Ville Niinistö, Maria Ohisalo |
| Frankreich  | Europe Écologie-Les Verts (EELV)           | EGP            | 5/81   | Mélissa Camara, David Cormand, Mounir Satouri, Majdouline Sbai, Marie Toussaint |
| Italien     | Europa Verde                               | EGP            | 3/76   | Benedetta Scuderi, Cristina Guarda, Leoluca Orlando |
| Italien     | Unabhängig                                 | EGP (I)        | 1/76   | Ignazio Marino |
| Kroatien    | Možemo!                                    | EGP            | 1/12   | Gordan Bosanac |
| Lettland    | Progresīvie                                | EGP            | 1/9    | Mārtiņš Staķis |
| Litauen     | Demokratų sąjunga Vardan Lietuvos (DSVL)   | EGP            | 1/11   | Virginijus Sinkevičius |
| Luxemburg   | Déi Gréng                                  | EGP            | 1/6    | Tilly Metz |
| Niederlande | GroenLinks (GL)                            | EGP            | 4/31   | Bas Eickhout, Ufuk Kâhya, Kim van Sparrentak, Tineke Strik |
| Niederlande | Volt Nederland                             | Volt           | 2/31   | Reinier van Lanschot, Anna Strolenberg |
| Österreich  | Die Grünen – Die Grüne Alternative (Grüne) | EGP            | 2/20   | Lena Schilling, Thomas Waitz |
| Rumänien    | Unabhängig                                 | EGP (I)        | 1/33   | Nicolae Ştefănuţă |
| Schweden    | Miljöpartiet de Gröna (MP)                 | EGP            | 3/21   | Pär Holmgren, Alice Bah Kuhnke, Isabella Lövin |
| Slowenien   | Vesna - zelena stranka                     | EGP (I)        | 1/9    | Vladimir Prebilič |
| Spanien     | Esquerra Republicana de Catalunya (ERC)    | EFA            | 1/61   | Diana Riba |
| Spanien     | Bloque Nacionalista Galego (BNG)           | EFA            | 1/61   | Ana Miranda Paz |
| Spanien     | Més–Compromís                              | EFA            | 1/61   | Vicent Marzà |
| Spanien     | Catalunya en Comú                          | EGP (I)        | 1/61   | Jaume Asens |
| Tschechien  | Česká pirátská strana                      | PPEU           | 1/21   | Markéta Gregorová |
| Gesamt      | Gesamt                                     | Gesamt         | 53/720 | |

Mitglieder der Europäischen Grünen Partei (44)
Mitglieder der Gruppe Volt/Piraten (6)
Mitglieder der Gruppe der Europäischen Freien Allianz (3)
(I) Abgeordnete ist individuelles Mitglied